# 出花崇太郎
出花 崇太郎（でばな　しゅうたろう、1985年1月30日 - ）は、日本の男性柔道家、総合格闘家。大阪府出身。リングネームはキャプテン☆アフリカ。現修斗世界ライト級王者、第10代修斗環太平洋ライト級王者。
柔道時代の階級は73kg級。得意技は寝技。柔道以外にも、総合格闘技、レスリング、コンバットレスリング、サンボ、コンバットサンボ、BJJ、グラップリングなど様々な格闘技に取り組んでいる。

## 経歴
泉尾工業高校3年の時にインターハイ73kg級の2回戦で今大会優勝した世田谷学園高校3年の海老沼聖に敗れた。2003年に道都大学へ進学すると、1年の時には全日本ジュニアの決勝で天理大学1年の松本雄史に有効で敗れて2位だった。講道館杯では2回戦で東海大学3年の園田悠二に小内刈で敗れるも、敗者復活戦を経た3位決定戦で筑波大学4年の高松正裕を後袈裟固で破ったのを始め、勝った試合は全て抑込技で一本勝ちした。2年の時には選抜体重別の準決勝で園田に朽木倒で敗れるも3位になった。全日本ジュニアでも3位だった。
卒業後は柔道を引退してサラリーマンになると、会社の海外勤務で25歳の時から3年ほどガボン共和国で過ごした。なお、そこでアフリカを気に入ったことがきっかけとなり、後にキャプテン☆アフリカと名乗るようになった。2009年にはアブダビワールドプロ柔術のアジア予選75kg級に出場して3位になった。
その後、高校生からの夢に挑戦するため30歳過ぎにプロの格闘家へ転進することを決めた。寝技には自信があったものの、総合格闘技道場コブラ会に体験入門した際に会長の三島☆ド根性ノ助に太刀打ちできなかったことがきっかけで、どのような組技、ルールでも通用する寝技を追求するためにコブラ会の所属となった。
2016年にはコンバットレスリングのアジア選手権と世界選手権の74㎏級で優勝を果たした。また、グラップリングのジャパニーズナショナル大会ノーギ柔術ミドル級と無差別でも優勝した一方、RIZINのオープングラップリングトーナメント75kg級では2位だった。さらに、アマチュア修斗の全日本選手権ミドル級で優勝した。
2017年にはプロフェッショナル修斗のライト級新人王決定トーナメントでも優勝してMVPを獲得した。また、グラップリングの全日本ノーギ柔術選手権エキスパートミドル級で優勝すると、全日本ブラジリアン柔術選手権の黒帯ミドル級では2位となった。加えて、サンボの世界選手権74kg級にも出場するが、初戦でジョージアの選手に敗れた。
2018年にはプロフェッショナル修斗で元パンクラスウェルター級王者の鈴木槙吾に一本勝ちした。レスリングの全日本マスターズ選手権フレッシュマンズの78kg級で優勝した。さらに、QUINTETの大会に柔道チームの一員として石井慧や小見川道大などとともに出場すると、HALEO Dream Teamとの対戦ではQUINTETの創案者である桜庭和志と引き分けた。
2019年にはQUINTETの大会にTEAM NEO JUDOの一員で出場すると、初戦でTEAM U-JAPANのミノワマンや所英男に一本勝ちするも、決勝ではTEAM CARPE DIEMの山田崇太郎に一本負けして2位だった。サンボのプーチン大統領杯全日本選手権74kg級では3連覇を達成した。
2020年2月9日、コンバットサンボの全日本選手権74kg級で優勝した。
2020年7月12日、修斗世界ライト級王者決定戦で川名雄生と対戦し、1RKO負けを喫し王座獲得に失敗した。
2021年12月19日、PROFESSIONAL SHOOTO 2021 Vol.8 in OSAKAで修斗環太平洋ライト級チャンピオンシップで前回敗戦したマックス・ザ・ボディと再戦し、1Rにギロチンチョークによる一本勝ちを収め、初防衛に成功した。
2023年6月24日、 ROAD FC 64 のROAD FC 70kgグローバルトーナメント・1回戦で キム・スーチョル から一本勝ち経験のあるROAD FCフェザー級王者パク・ヘジンとの寝技師対決を3-0の判定勝ちで勝利し、準決勝に進出した。
2023年8月26日、ROAD FC 65 のROAD FC 70kgグローバルトーナメント・準決勝で1RパウンドTKO、準決勝敗退でトーナメント3位だった。
2024年4月13日、ROAD FC 68 ハン・サングォンにパウンドアウト寸前まで追い込まれるも、腕ひしぎ十字固めで大逆転勝利、勝利後マイクでROAD FCライト級王者パク・シウォンにROAD FC 70kgグローバルトーナメント・1回戦で対戦要望した。
2024年7月28日、2度目の修斗世界ライト級王者決定戦で、大尊伸光と対戦し1Rでスカーフホールドアームバーで一本勝ちを収め、修斗世界ライト級王者に輝いた。

## 戦績

### プロ総合格闘技
| 総合格闘技 戦績 | 総合格闘技 戦績 | 総合格闘技 戦績 | 総合格闘技 戦績 | 総合格闘技 戦績 | 総合格闘技 戦績 | 総合格闘技 戦績 |
| --------------- | --------------- | --------------- | --------------- | --------------- | --------------- | --------------- |
| 17 試合         | (T)KO           | 一本            | 判定            | その他          | 引き分け        | 無効試合        |
| 11 勝           | 1               | 7               | 3               | 0               | 0               | 0               |
| 6 敗            | 4               | 1               | 1               | 0               | 0               | 0               |

| 勝敗 | 対戦相手                           | 試合結果                           | 大会名                                                                                | 開催年月日     |
| ×    | パク・シウォン                     | 1R 4:50 パウンド                   | ROAD FC 069 【ROAD FC 70kgグローバルトーナメント 1回戦】                              | 2024年8月31日  |
| ○    | 大尊伸光                           | 1R 2:03 スカーフホールドアームバー | PROFESSIONAL SHOOTO 2024 Vol.6 in OSAKA 第2部 【修斗世界ライト級王座決定戦】          | 2024年7月28日  |
| ○    | ハン・サングォン                   | 2R 3:47 腕ひしぎ十字固め           | ROAD FC 068                                                                           | 2024年4月13日  |
| ×    | ムングントスズ・ナンディンエルデン | 1R 4:33 パウンド                   | ROAD FC 065 【ROAD FC 70kgグローバルトーナメント 準決勝】                             | 2023年8月26日  |
| ○    | パク・ヘジン                       | 5分3R終了 判定3-0                  | ROAD FC 064 【ROAD FC 70kgグローバルトーナメント 1回戦】                              | 2023年6月24日  |
| ○    | 長田拓也                           | 5分3R終了 判定3-0                  | PROFESSIONAL SHOOTO 2022 Vol.4 in OSAKA                                               | 2022年7月3日   |
| ○    | マックス・ザ・ボディ               | 1R 2:46 ギロチンチョーク           | PROFESSIONAL SHOOTO 2021 Vol.8 in OSAKA 【修斗環太平洋ライト級チャンピオンシップ】    | 2021年12月19日 |
| ×    | マックス・ザ・ボディ               | 5分3R終了 判定0-3                  | PROFESSIONAL SHOOTO 2021 Vol.4 in OSAKA                                               | 2021年7月4日   |
| ○    | 田中有                             | 2R 0:51 Vクロスアームバー          | PROFESSIONAL SHOOTO 2020 Vol.8 最終戦 in OSAKA 2部 【修斗環太平洋ライト級王座決定戦】 | 2020年12月20日 |
| ×    | 川名雄生                           | 1R 3:48 KO                         | PROFESSIONAL SHOOTO 2020 Vol.4 in OSAKA 【修斗世界ライト級王座決定戦】                | 2020年7月12日  |
| ○    | AB                                 | 2R 1:10 TKO                        | SHOOTO 30th ANNIVERSARY TOUR FINAL                                                    | 2019年11月24日 |
| ○    | ウエタユウ                         | 5分3R終了 判定3-0                  | SHOOTO 30th ANNIVERSARY TOUR 第5戦                                                    | 2019年6月30日  |
| ×    | 小谷直之                           | 2R 0:51 スリーパーホールド         | プロフェッショナル修斗後楽園ホール大会                                                | 2018年11月17日 |
| ×    | キム・ギョンピョ                   | 1R 1:50 KO                         | プロフェッショナル修斗 in OSAKA 2018                                                  | 2018年6月17日  |
| ○    | 鈴木槙吾                           | 1R 1:25 アームバー                 | プロフェッショナル修斗                                                                | 2018年3月25日  |
| ○    | Ju-sei Aquila                      | 1R 1:28 腕ひしぎ十字固め           | Shooto BORDER -season9-「The2nd」 【新人王決定トーナメント 決勝】                     | 2017年12月23日 |
| ○    | 興梠弘樹                           | 1R 0:50 腕ひしぎ十字固め           | Shooto BORDER -season9-「The2nd」 【新人王決定トーナメント 準決勝】                   | 2017年9月3日   |

### アマチュア総合格闘技
| アマチュア修斗 |                                |                              |                              |               |
| 勝敗           | 対戦相手                       | 試合結果                     | 大会名                       | 開催年月日    |
| ○              | 御手洗 正国                    | 1R 0:40 腕拉ぎ十字固め       | アマ修斗 全日本選手権 決勝   | 2016年10月9日 |
| ○              | ヴァレス・ジョナサン・ヘルナン | 1R 0:28 腕拉ぎ十字固め       | アマ修斗 全日本選手権 準決勝 | 2016年10月9日 |
| ○              | 朝倉 隼                        | 1R 1:08 腕拉ぎ十字固め       | アマ修斗 全日本選手権 1回戦  | 2016年10月9日 |
| ○              | 中野 勝敏                      | 1R 0:24 腕拉ぎ十字固め       | アマ修斗 東海選手権 決勝     | 2016年6月26日 |
| ○              | 柳 優一郎                      | 1R 0:28 ストレートアームバー | アマ修斗 東海選手権 準決勝   | 2016年6月26日 |
| ○              | 別府 敬祐                      | 1R 1:15 腕拉ぎ十字固め       | アマ修斗 四国選手権 決勝     | 2016年5月15日 |
| ○              | 末澤 悟                        | 1R 1:02 腕拉ぎ十字固め       | アマ修斗 四国選手権 準決勝   | 2016年5月15日 |

### グラップリング
| 勝敗 | 対戦相手         | 試合結果                          | 大会名                                         | 開催年月日     |
| △    | 北岡悟           | 両者失格（指導3）                 | JAPAN MARTIAL ARTS EXPO PROLOGUE               | 2024年10月19日 |
| △    | 青木真也         | 10:00 1R終了 時間切れ引き分け     | Road to ONE: 5th Sexyama Edition               | 2021年10月5日  |
| △    | 伊藤盛一郎       | 8:00 1R終了 両者失格（時間切れ）  | QUINTET FIGHT NIGHT 7 決勝                     | 2021年7月13日  |
| △    | 山田崇太郎       | 8:00 1R終了 両者失格（時間切れ）  | QUINTET FIGHT NIGHT 7 準決勝                   | 2021年7月13日  |
| ×    | 世羅智茂         | 0:27 膝十字固め（ニーバー）       | QUINTET FIGHT NIGHT 4 決勝                     | 2019年11月30日 |
| △    | 八隅孝平         | 両者失格（指導3）                 | QUINTET FIGHT NIGHT 4 準決勝                   | 2019年11月30日 |
| ○    | 塩田"GoZo"歩     | 2:54 腕十字（アームバー）         | QUINTET FIGHT NIGHT 4 準決勝                   | 2019年11月30日 |
| ○    | ボブソン・タンノ | 7:28 腕十字（アームバー）         | QUINTET FIGHT NIGHT 3 スペシャルシングルマッチ | 2019年4月7日   |
| ×    | 山田崇太郎       | 6:35 リアネイキドチョーク         | QUINTET FIGHT NIGHT 2 決勝                     | 2019年2月3日   |
| △    | 高阪剛           | 4:00 1R終了 両者失格（時間切れ）  | QUINTET FIGHT NIGHT 2 準決勝                   | 2019年2月3日   |
| ○    | 所英男           | 3:23 エゼキエルチョーク           | QUINTET FIGHT NIGHT 2 準決勝                   | 2019年2月3日   |
| ○    | ミノワマン       | 0:12 腕十字（アームバー）         | QUINTET FIGHT NIGHT 2 準決勝                   | 2019年2月3日   |
| △    | 桜庭和志         | 10:00 1R終了 両者失格（時間切れ） | QUINTET.1 準決勝                               | 2018年4月11日  |

柔道
- 2003年 -　全日本ジュニア　2位
- 2003年 -　講道館杯　3位
- 2004年 -　選抜体重別　3位
- 2004年 -　全日本ジュニア　3位

修斗
- 2016年 -　アマチュア修斗全日本選手権　ミドル級　優勝
- 2017年 -　プロ修斗新人王決定トーナメント　ライト級　優勝　MVP獲得

レスリング
- 2018年 -　全日本マスターズ選手権フレッシュマンズ　78kg級　優勝

コンバットレスリング
- 2016年 -　コンバットレスリング アジア選手権 74kg級 優勝
- 2016年 -　世界コンバットレスリング選手権　74㎏級 優勝

サンボ
- 2017年 - 2019年 プーチン大統領杯 全日本サンボ選手権　74㎏級 3連覇
- 2018年 - FIAS会長杯サンボ選手権　優勝

コンバットサンボ
- 2020年 -　プーチン大統領杯 全日本サンボ選手権　74㎏級 優勝

BJJ
- 2017年 -　全日本ブラジリアン柔術選手権　黒帯ミドル級　準優勝

グラップリング
- 2016年 -　ジャパニーズナショナルノーギ柔術　ミドル級及び無差別　優勝
- 2016年 -　RIZIN オープングラップリングトーナメント 75kg級　2位
- 2017年 -　全日本ノーギ柔術選手権　エキスパートミドル級　優勝

(出典)

## 獲得タイトル
- 第15代修斗世界ライト級王者（2024年）
- 第10代環太平洋ライト級王者（2020年）
- プーチン大統領杯 全日本サンボ選手権 コンバットサンボ74㎏級 優勝（2020年）
- プーチン大統領杯 全日本サンボ選手権74kg級 3連覇（2017年-2019年）
- 全日本ノーギ柔術選手権 エキスパート ミドル級 優勝（2017年）
- 修斗新人王MVP（2017年）
- 修斗ライト級新人王（2017年）
- 世界コンバットレスリング選手権74kg級 優勝（2016年）
- 全日本アマチュア修斗選手権大会 ミドル級 優勝（2016年）